# Venlaw Castle

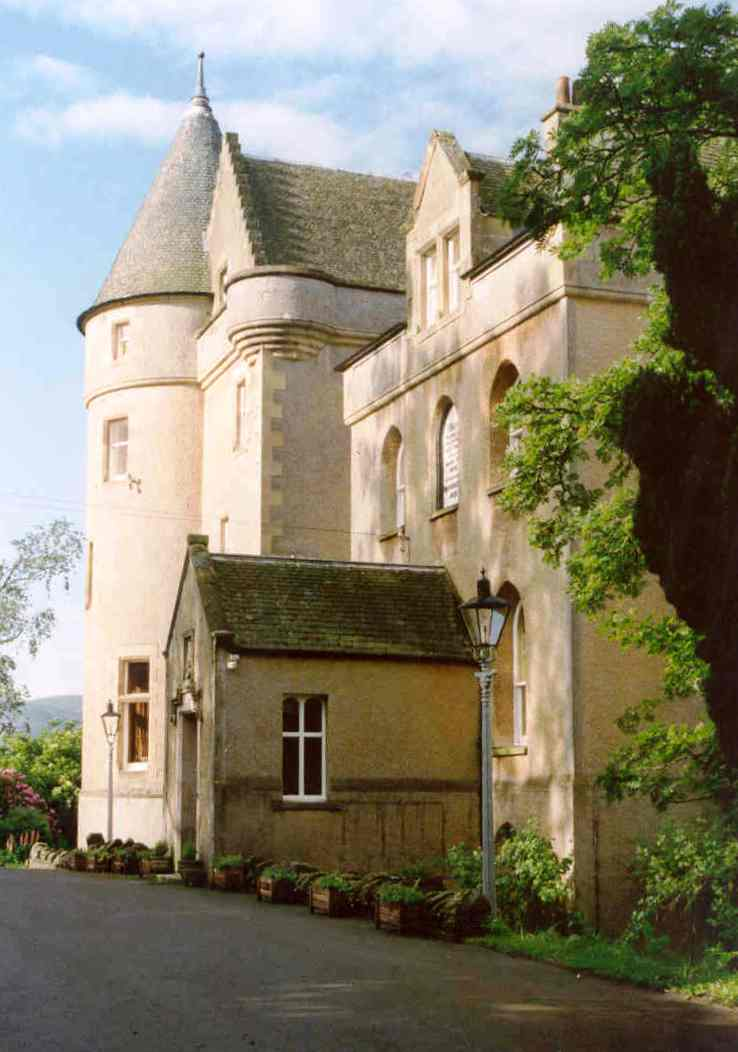
Castle Venlaw Hotel

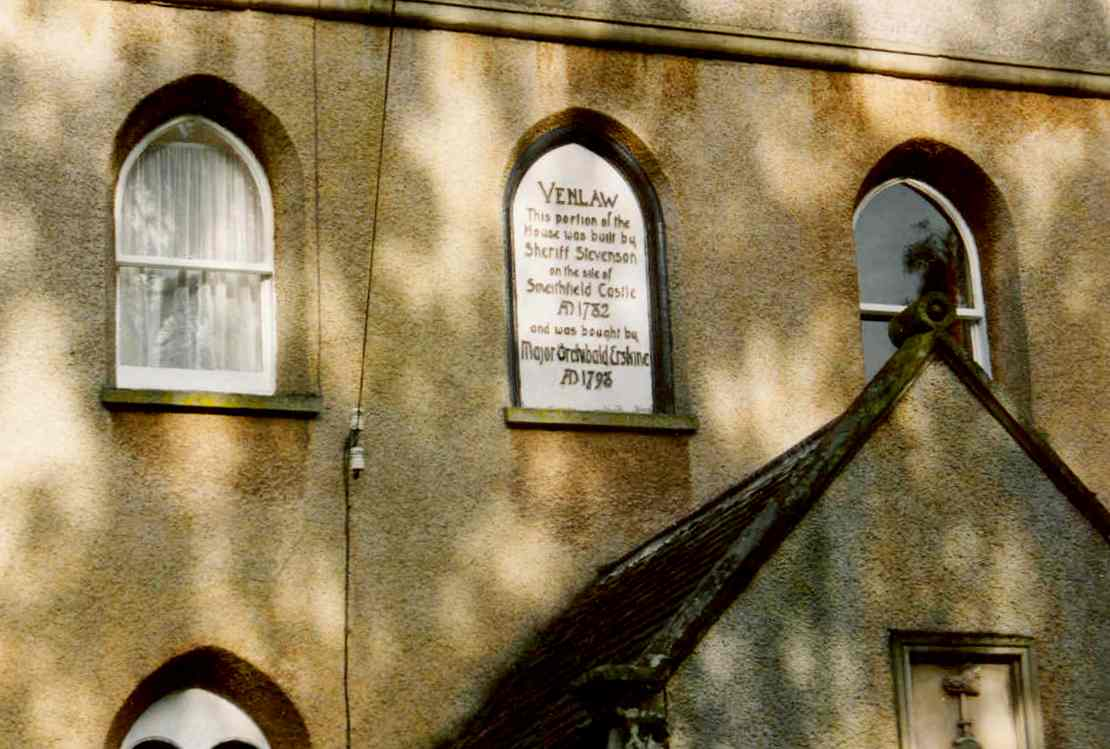
Ein Datumsstein über der Tür gibt Auskunft über das Jahr 1782, als Alexander Stevenson das Gebäude umbauen ließ

Venlaw Castle, auch Smithfield Castle, ist ein Landhaus nördlich von Peebles abseits der A703 in der schottischen Council Area Scottish Borders. Seit 1949 wird es als Hotel genutzt. Seit 1971 hat es Historic Environment Scotland als historisches Bauwerk der Kategorie B gelistet.

## Geschichte

### Venlaw Castle
An dieser Stelle stand früher eine Festung aus dem 14. Jahrhundert, die der Clan Hay erbauen hatte lassen, mit Namen Smithfield Castle. Sie wurde im 18. Jahrhundert abgerissen. Das heutige Haus ließ Alexander Stevenson, 2. Sheriff von Peeblesshire, 1782 an dieser Stelle errichten. Es ist ein hervorragendes Beispiel für den Scottish Baronial Style und liegt inmitten von 1,6 Hektar Gärten. Das Anwesen blieb in Händen der Familie Stevenson, bis diese es 1790 an die Familie Grant verkaufte. 1798 wurde es an die Familie Erskine weiterverkauft. 1862 wurde es das Heim von Flottenadmiral Sir James James Elphinstone Erskine. Dann fiel es an Richard Davidson, einen Teeplantagenbesitzer im Ruhestand und 1946 verkaufte dieser das Anwesen an eine Miss Walton.

### Venlaw Castle Hotel
1948 wollten die neuen Eigentümer, Alexander Cumming und seine Gattin, Jean Brownlee, das Haus in ein Hotel umwandeln, konnten aber die „Entwicklungssteuer“ nicht bezahlen, die von Leuten verlangt wurde, die ein Privathaus in ein Geschäft umwandelten. Cumming kämpfte erfolgreich für die Abschaffung dieser Steuer; sein Erfolg ist im Hansard erwähnt. Das Venlaw Castle Hotel wurde 1949 eröffnet, blieb bis zum November 1997 in Händen der Familie und wurde dann an John und Shirley Sloggie verkauft, die es in Castle Venlaw Hotel umbenannten. Im September 2007 übernahm die PAG Hotels Ltd das Haus, ging aber im Juli 2010 in Sequestration. Im November 2011 kaufte ein privates Paar das Hotel.